# 伊朗王國
伊朗王國（波斯語：کشور شاهنشاهی ایران，Kešvar-e Šâhanšâhi-ye Irân），又譯伊朗帝國，1925年至1935年期間被稱為波斯帝國，是伊朗巴勒維王朝统治时期的正式国号。巴勒維王朝政權成立於1925年，由巴勒維王朝第一任國王李查汗所成立，政權持續至1979年，於伊朗伊斯蘭革命後被推翻。
首任君主礼萨汗在1925年至1941年统治波斯，推行一系列西化改革，兴建伊朗縱貫鐵路和德黑兰大学，确立政教分离，建立世俗的中央集权制度。1935年，礼萨汗要求外国弃用波斯的称呼，改称伊朗。第二次世界大战期间，英国和苏联联合入侵伊朗，礼萨汗遭到罢黜，其子穆罕默德-礼萨·巴列维即位。1951年，摩萨台获选上任首相，推行福利制度改革，并将伊朗石油产业国有化，危及英国背景的英伊石油公司的利益。1953年，美国中情局发动推翻摩萨台的政变，致使巴列维王朝转向威权专制，并在冷战外交中倒向美国。国王穆罕默德-礼萨·巴列维推行“白色革命”以重建伊朗社会，伊朗国民的识字率、卫生和生活条件获得长足改善，但亦凸显出腐败问题及助长阶层对立情绪。1978年，爆发广泛的民众示威，引发伊朗伊斯兰革命。1979年，教士霍梅尼建立政教合一的伊斯兰共和国，终结了巴列维王朝的统治，国王陷入流亡。

## 国名
伊朗在巴列维时期的的波斯文国号，直译是“伊朗王中之王国”。“王中之王”（شاهنشاه）是伊朗君主的头衔之一，起源于近东的亚述，在伊朗的历史可追溯到阿契美尼德王朝和萨珊王朝。实际上，穆罕默德-礼萨·巴列维国王直到推行白色革命之后的1967年10月26日，才正式通过典礼获得王中之王的称号。在波斯文的语境下，伊朗是正式国名，而“波斯”长期是西方世界对伊朗的称呼。1935年3月21日，禮薩汗採取行動，要求西方以伊朗取代波斯的称呼。
在正式文书中，海峡两岸皆曾使用伊朗王国作为巴列维王朝时期伊朗的中文国名。由于“王中之王”的概念类似于中文语境的“皇帝”，因而亦有译法是“伊朗帝国”。
“伊朗崇高国”（ Dowlat-e 'Aliyye-ye Irân）亦是伊朗王国的国号之一，这是沿用自卡扎尔王朝。

## 历史

### 建立
1921年，卡扎爾王朝波斯哥薩克旅的官員禮薩汗利用哥薩克旅支持，发动政變。1925年，卡扎爾王朝最後一位統治者艾哈邁德沙阿遭废黜，禮薩汗成为沙阿。
1925年的12月15日，礼萨汗在格莱斯坦宫的大理石王座上宣誓就任新沙阿，加冕中的伊斯兰色彩被有意缩减，采用了灵感来源于波斯波利斯城墙上的阿契美尼德王朝图案的新王冠。恺加王朝150年的统治结束，新的巴列维王朝开始。
禮薩汗雄心壯志地計劃在伊朗實行現代化，包括大規模發展工業、落實主要的基礎建設計劃、建設跨國鐵路系統、建立公立學校機制、改革司法機構及改善醫療衛生。他相信由知識份子領導的強勢、集權政府可以實施這些計劃。
在政权确立之初，四名知识分子组成的文职官员核心群体组建了一个非正式的联盟，在巴列维王朝统治的头十年里推动了很多改革项目，分别是宫廷大臣阿卜杜勒·侯赛因·塔伊穆尔塔什（Abd al-Hosain Taymurtash）、财政部长费鲁兹·米尔扎·诺斯拉特·道莱、司法部长阿里-阿克巴·达瓦尔（Ali-Akbar Davar）、战争部长贾法尔-库里·阿萨德·巴赫蒂亚里（Ja'far-Qoli As’ad Bakhtiyari）。这四个人最终均成为了沙阿政治迫害的受害者，全部不得善终。沙阿将这些带有前朝血统且高学历的精英视为自身的潜在威胁，因此在利用他们达到自身的目的之后便着手对其进行清算。从1930年代开始，顺应巴列维王朝统治的恺加贵族和新兴的中产阶级开始占据要职。但是他们的命运往往和早期四名部长一样，成为沙阿统治的政治牺牲品。
禮薩汗派遣逾百人到歐洲留學，包括他的兒子。在1925年至1941年的16年間，禮薩汗的發展計劃使國家都市化，公共教育的進展理想，專業的中產階層和工人階層湧現。
到1930年代中期，禮薩汗的高度世俗政策引起一些團體的不滿，特別是反對進行改革的教士。1935年，禮薩汗頒佈一條法令，要求外國使節在官方通訊當中使用「伊朗」一詞，波斯是西方人的用語，波斯人則為伊朗。這條法令受到一些學者的反對，繼任的穆罕默德·禮薩·巴列維在1959年宣佈波斯和伊朗兩詞都可以交替使用。
儘管當時英國已透過附屬的英伊石油公司控制著伊朗的石油資源，禮薩汗盡量避免與英國和蘇聯打交道。雖然禮薩汗的發展計劃需要配合外國的專門技術，但他仍避免與英蘇兩國的公司簽訂合同。他比較傾向從德國、法國、意大利和其他歐洲國家獲得技術支援。在1939年後，德國和英國成為了第二次世界大戰的死對頭，這對伊朗尋求技術支援造成了障礙。禮薩汗宣佈伊朗是中立國，但英國堅稱在伊朗的德國工程師和技術人員是間諜，企圖破壞伊朗西南部的英國石油設施。英國要求伊朗驅逐所有德國公民，但禮薩汗予以拒絕，認為這樣會對他的發展計劃造成負面影響。

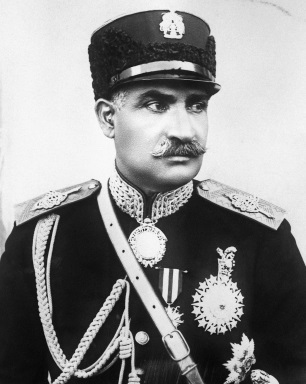
禮薩汗
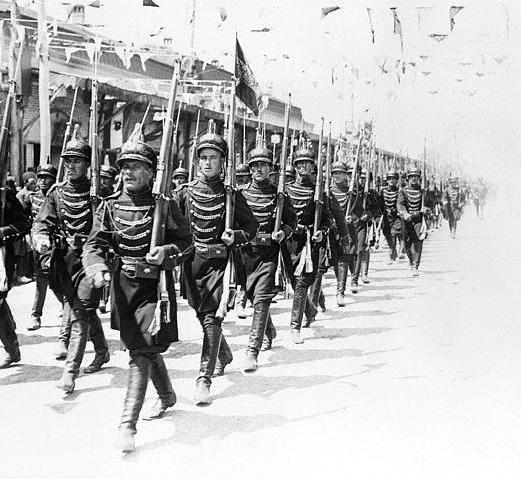
礼萨汗加冕日阅兵
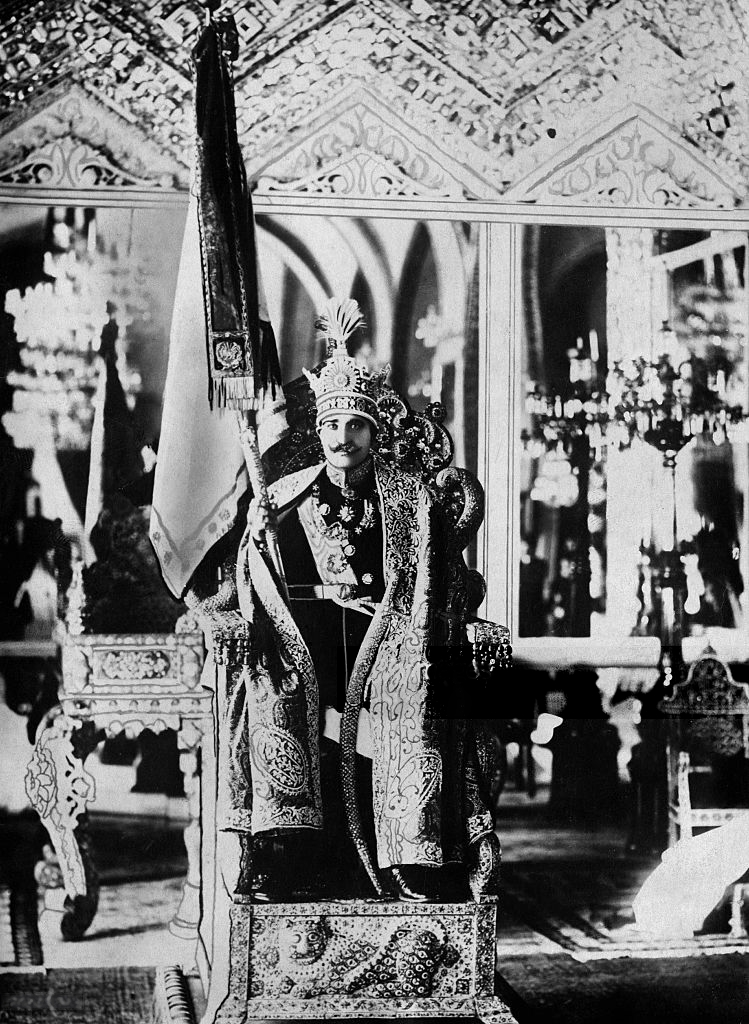
礼萨汗加冕照
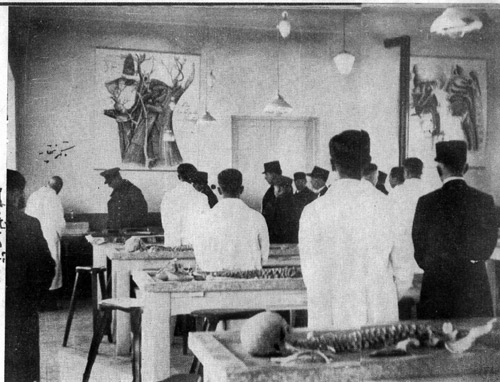
礼萨汗参加德黑兰大学药学院成立典礼
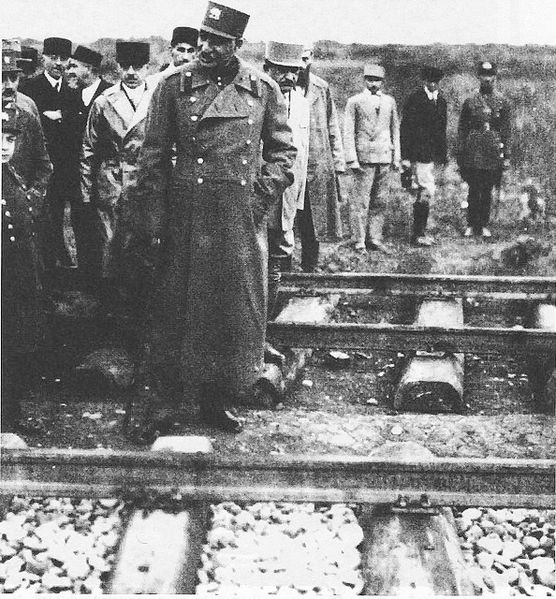
礼萨汗视察铁路
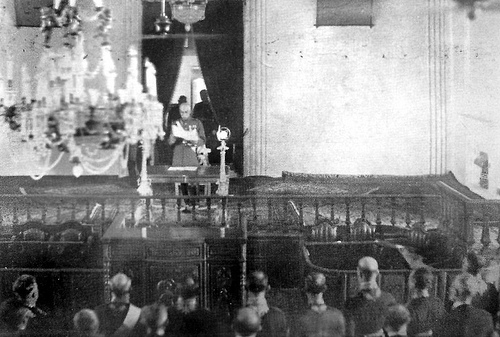
礼萨汗在议会开幕仪式讲话

### 第二次世界大戰
1941年6月，德國入侵蘇聯，英國和蘇聯隨即成為盟友，兩國都視新啟用的跨伊朗鐵路是由波斯灣至蘇聯的重要運輸補給路線。由於禮薩汗拒不驅逐德國人，英蘇兩國在1941年6月入侵伊朗，逮捕了禮薩汗及將他流放，兩國控制了伊朗的通訊和鐵路。1942年，英蘇兩國的盟友美國派遣武裝部隊到伊朗協助維持鐵路的運作。在隨後的數個月內，這三個國家全面控制了伊朗的石油資源，並開闢了各自的補給路線。禮薩汗政權突然崩坍，殘餘的政府權力亦遭到三國加以限制，禮薩汗的兒子穆罕默德·禮薩·巴列維在得到三國同意下才繼任。
1942年1月，這些國家與伊朗簽訂協議以尊重伊朗的主權，並承諾會在戰爭結束後的六個月內撤軍。美國在1943年的德黑蘭會議上重申會遵守協定。1945年，蘇聯拒絕就撤離就伊朗西北部的東阿塞拜疆和西阿塞拜疆制定時間表，當地滋生的自治運動得到蘇聯的支持。與此同時，共產黨派伊朗人民黨在議會擁有代表，影響力強大，並逐漸變得好戰。政府不得不採取行動，派遣軍隊前往伊朗人民黨活躍的北部省份試圖恢復秩序。伊朗人民黨在德黑蘭的總部和伊斯法罕的支部分別遭到佔領和剷除。到1945年深秋的時候，由於蘇軍阻止伊朗軍隊進入北部省份，北部省份仍受到人民黨和蘇聯的控制。
蘇聯在1946年5月撤軍，但緊張局勢仍維持了多個月，這正是美國陣營和蘇聯陣營之間炮制的冷戰當中的其中一幕。
此後，伊朗的政局變得較開明，政黨得以發展。1944年的議會選舉是超過20年以來第一個真正具競爭性的選舉。外國影響力成為了各個政黨的敏感議題。英國政府附屬的英伊石油公司繼續在伊朗生產和營銷石油。在1930年代初，一些伊朗人開始提倡國家石油產業國有化，這個議題在1946年後變得越來越流行。

### 冷戰
1941年9月16日，穆罕默德·禮薩·巴列維繼承父親的王位，他希望沿用父親的改革政策，然而他很快便與老練、奉行民族主義的穆罕默德·摩薩台開展一場政治之爭。
雖然宣誓過作為立憲君主會將權力下放給議會政府，穆罕默德·禮薩·巴列維卻逐漸干預政府事務。他致力於恢復軍隊，確保軍隊作為君主的主要力量而置於皇室的控制之下。1949年，親蘇政黨伊朗人民黨暗殺沙阿未遂，導致伊朗人民黨被取締，沙阿的立憲權力一時水漲船高。
1951年，伊朗議會以79票支持、12票反對通過任命穆罕默德·摩薩台為總理，摩薩台馬上便落實石油產業國有化，穆罕默德·禮薩·巴列維則擔心西方因此而實施的石油禁運會嚴重影響伊朗經濟而持反對態度。沙阿一度流亡海外，英國和美國在1953年8月策劃的政變推翻了摩薩台，摩薩台被親蘇部隊逮捕，沙阿才得以回國復職。
在冷戰和地區局勢混亂的環境下，沙阿將自己打造成西方不可或缺的盟友，他在國內進行改革，1963年的白色革命包括了土地改革、婦女獲得投票權及消除文盲。主要的基建計劃亦陸續實施，中產階層湧現，使伊朗在二十年內成為了中東一股不可忽視的經濟和軍事勢力。
不過，沙阿的改革措施及專斷行事令宗教領袖擔心他們原有的傳統權力將會失去，知識分子也謀求民主改革。憲法明訂限制王權，建立代議政府，故反對者批評沙阿違反憲法。
沙阿又自視為古伊朗帝王的後裔，他在1971年舉行波斯帝國成立2500周年慶典，又在1976年改用皇曆，皇曆以25世紀前波斯帝國成立開始計算。這些舉措被視為是去伊斯蘭化，導致更多的教士群起反對。

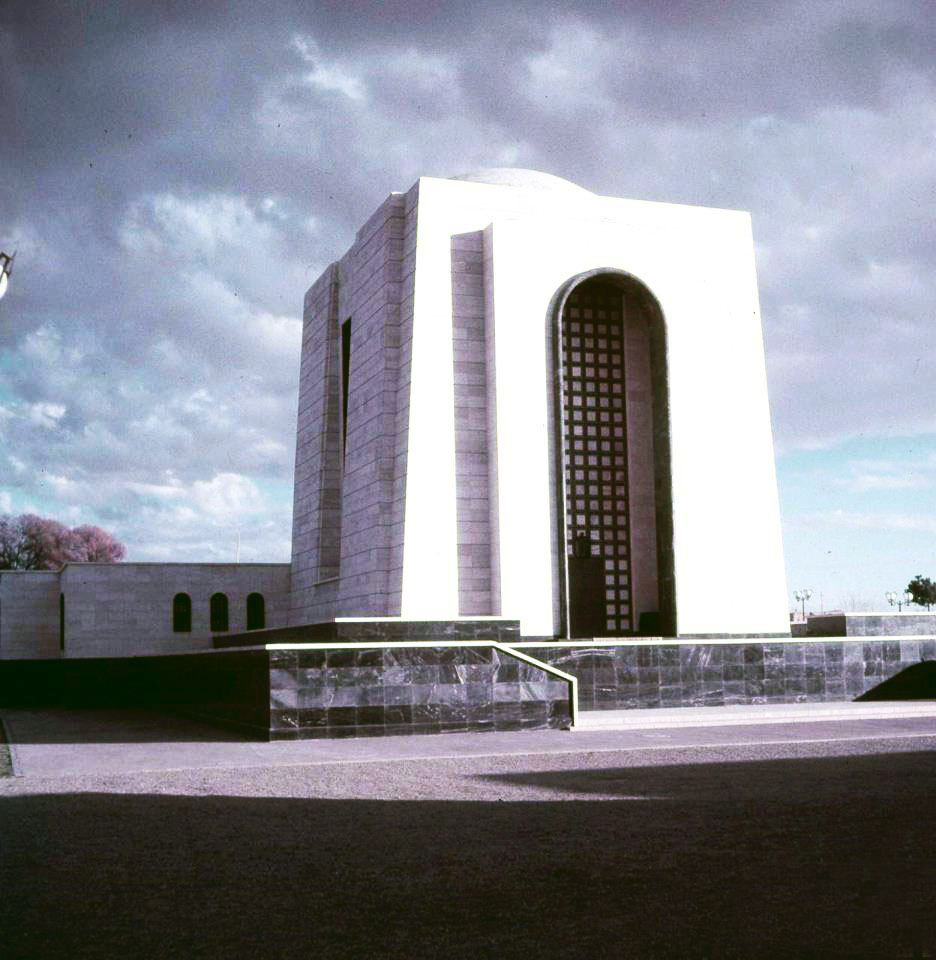
礼萨沙阿陵（英语：Mausoleum of Reza Shah）
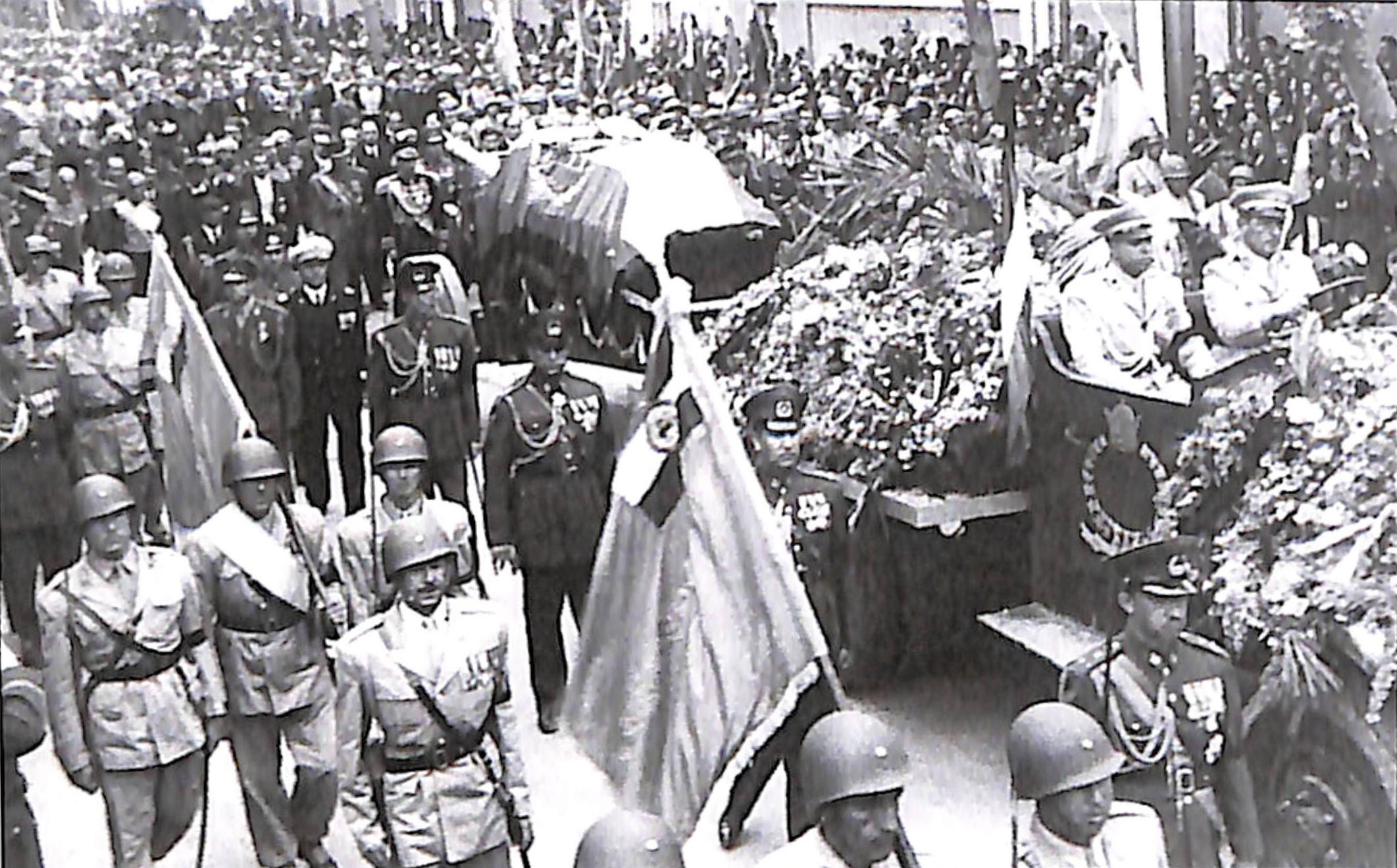
礼萨汗的葬礼
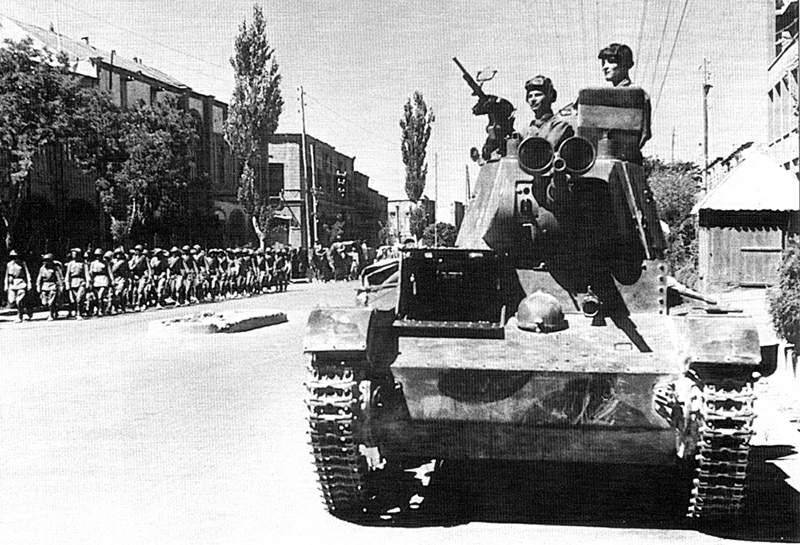
苏军坦克开入大不里士
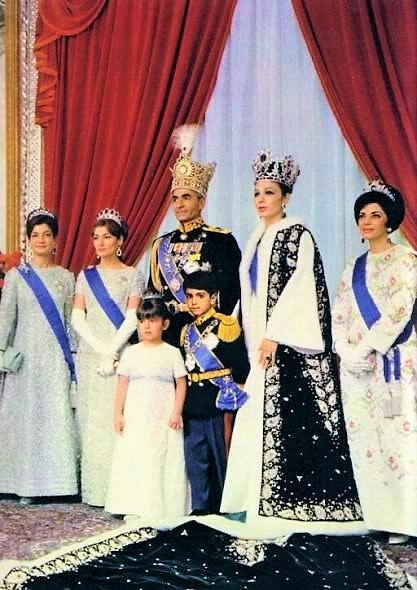
穆罕默德·禮薩·巴列維加冕伊朗沙阿，旁為妻子法拉赫·巴列維
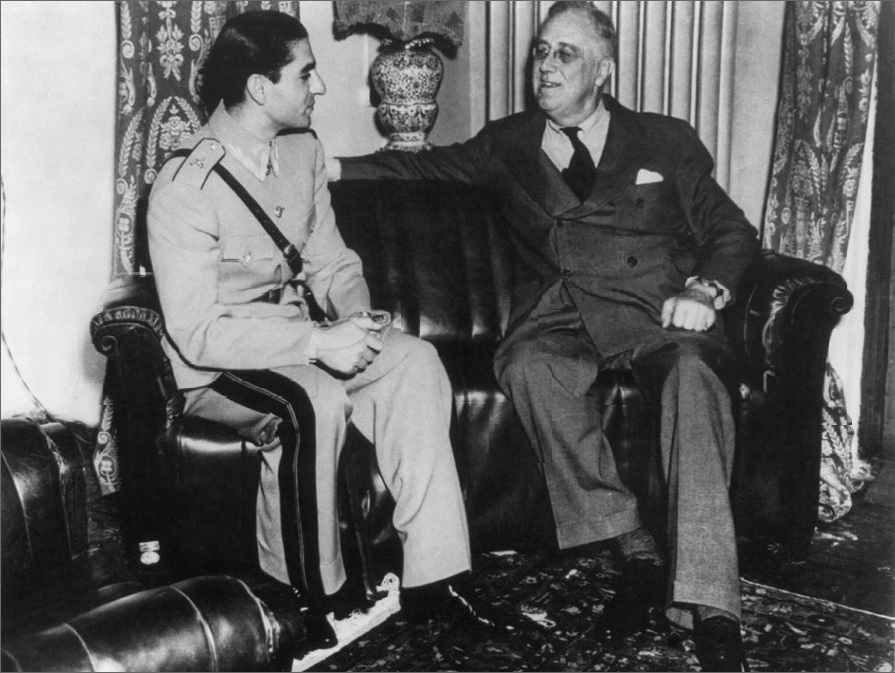
穆罕默德·礼萨·巴列维在德黑兰会议期间同富兰克林·罗斯福会面
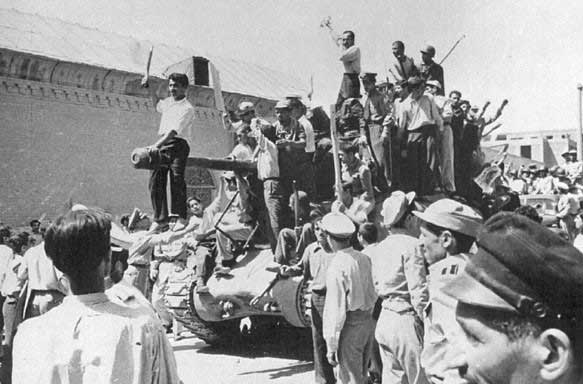
1953年伊朗政变
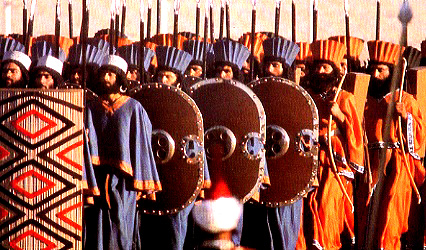
波斯帝國成立2500周年慶典

### 覆亡

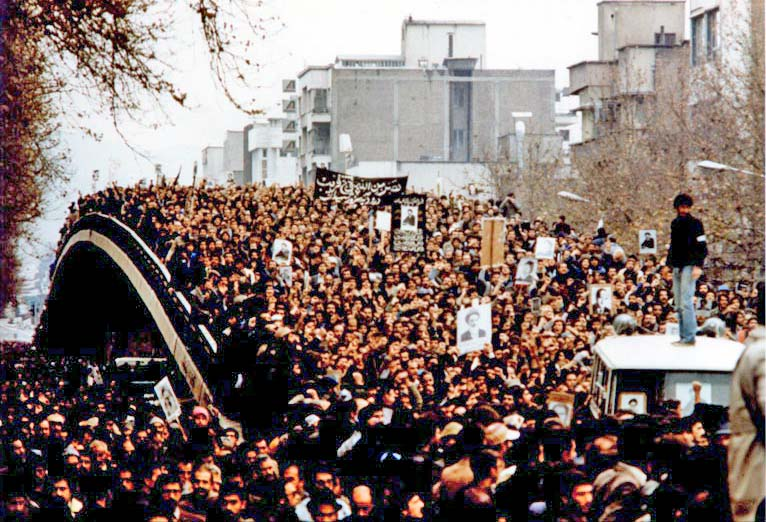
伊朗伊斯兰革命期间的游行

沙阿政府利用秘密警察組織薩瓦克鎮壓反對派，包括伊朗人民党的黨員。
到1970年代中期，沙阿利用石油收益推行更大膽的改革措施，以冀實現白色革命，他的社會經濟改革激怒了教士階層，包括霍梅尼在內的宗教領袖將這些不滿與伊斯蘭教旨結合在一起，呼籲推翻沙阿及恢復伊斯蘭傳統，稱之為伊斯蘭革命。
伊朗民众自1978年1月發起反對伊朗君主體制的大规模示威活动；同年8月至12月，罷工及示威活動癱瘓了整個國家。1979年1月中旬，沙阿被迫流亡海外，在兩星期後，在外流亡了15年的霍梅尼回到德黑蘭，受到數百萬伊朗人的歡迎。在不久後的2月11日，政府軍陷入癱瘓並宣佈保持政治中立，導致巴列维政权倒台。經過了全國公投後，伊朗在1979年4月1日成為伊斯蘭共和國，並通過了新宪法《伊朗伊斯蘭共和國憲法》。霍梅尼在1979年12月成為全国的最高領袖。
革命解散了薩瓦克，以薩瓦馬取代。沙阿逃離伊朗，先後在埃及、墨西哥、美國及巴拿馬尋找治療，最後以埃及總統穆罕默德·安瓦爾·薩達特客人的身分與家人定居埃及。穆罕默德·禮薩·巴列維逝世後，他的兒子禮薩·巴列維在不在場的情況下加冕為王，禮薩·巴列維與他的妻子和三名女兒現在居住在美國馬里蘭州的波多馬克。

## 政治
伊朗王国在法理上是议会制君主立宪制国家，国家元首是国王，称为沙阿，政府首脑为首相。在1925年至1941年的礼萨汗统治时期，国王仍握有大权，实际上偏向二元制君主立宪制和军事独裁。穆罕默德-礼萨·巴列维即位后，重新确立民选议会政治，但因1953年伊朗政变而回归威权政治，体现为军事独裁和一党优势制。
首相在法理上由议会的优势党派领袖出任，并由议会提名及国王指派。1925年，禮薩汗成為伊朗國王，出任首相的是穆罕默德-阿里·福魯吉。到1941年，禮薩汗之子穆罕默德·禮薩·巴列維繼位，同樣以穆罕默德-阿里·福魯吉為首相。穆罕默德·摩薩台在1951年成為首相，但在1953年被政變推翻。阿米爾-阿巴斯·胡韋達由1965年至1977年繼任首相一職。沙普尔·巴赫蒂亚尔則是巴列維王朝的末任首相。
伊朗王国最初实行一院制，议会称为全国协商会议，简称议会（ Majles）。全国协商会议的议员通过普选产生，选民不包括武装部队和罪犯；自1963年起，作为白色革命政策的一部分，妇女获得选举权和被选举权。1949年，改为两院制，全国协商会议为下院，参议院为上院。参议院的60个席位中，一半席位是由沙阿直接任命，有15个席位自德黑兰选出，其余席位自其他地区选出。因此，参议院的主要席位都是亲沙阿人士。

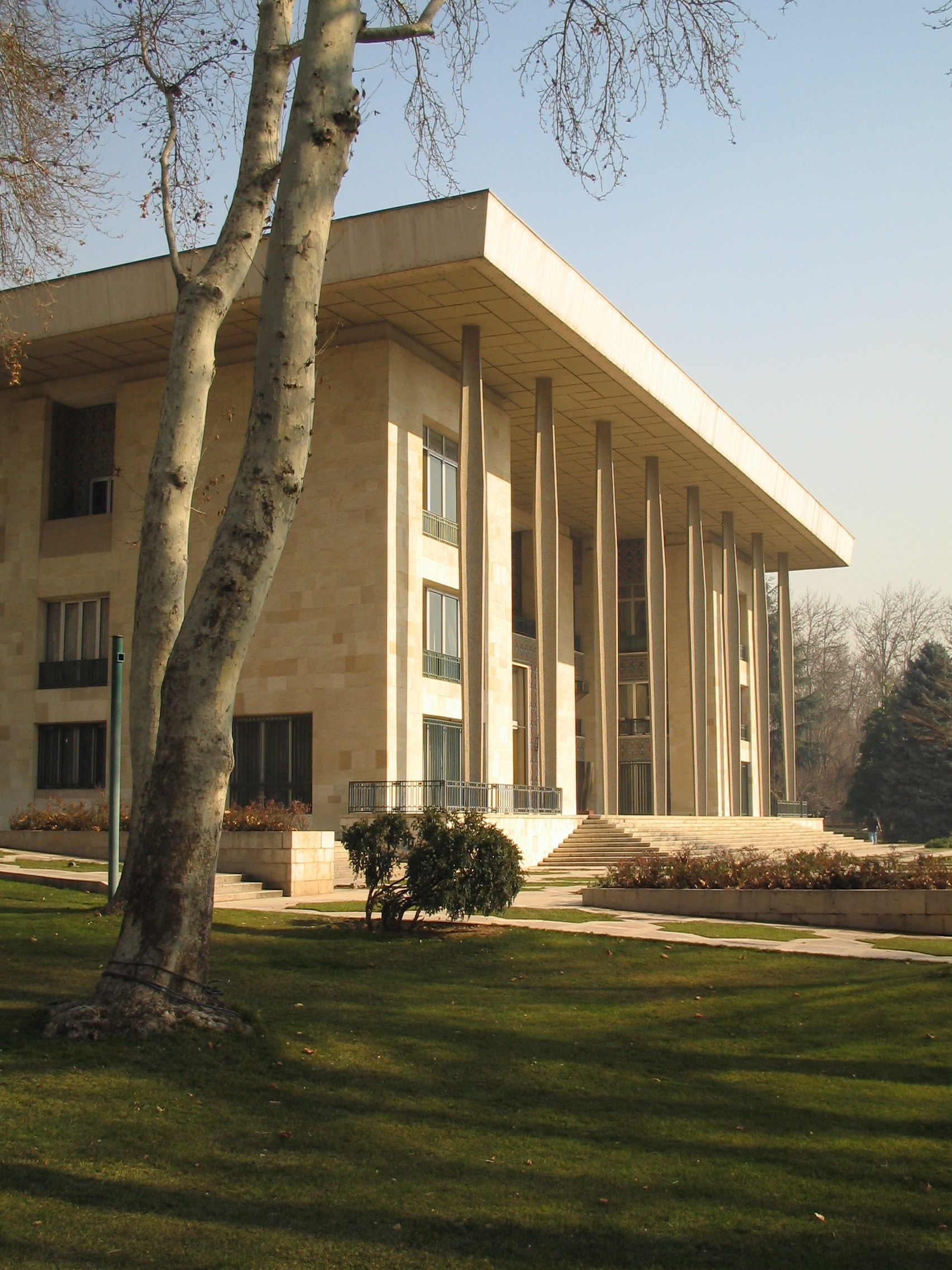
尼亚瓦兰宫殿群，德黑兰北郊的巴列维王宫
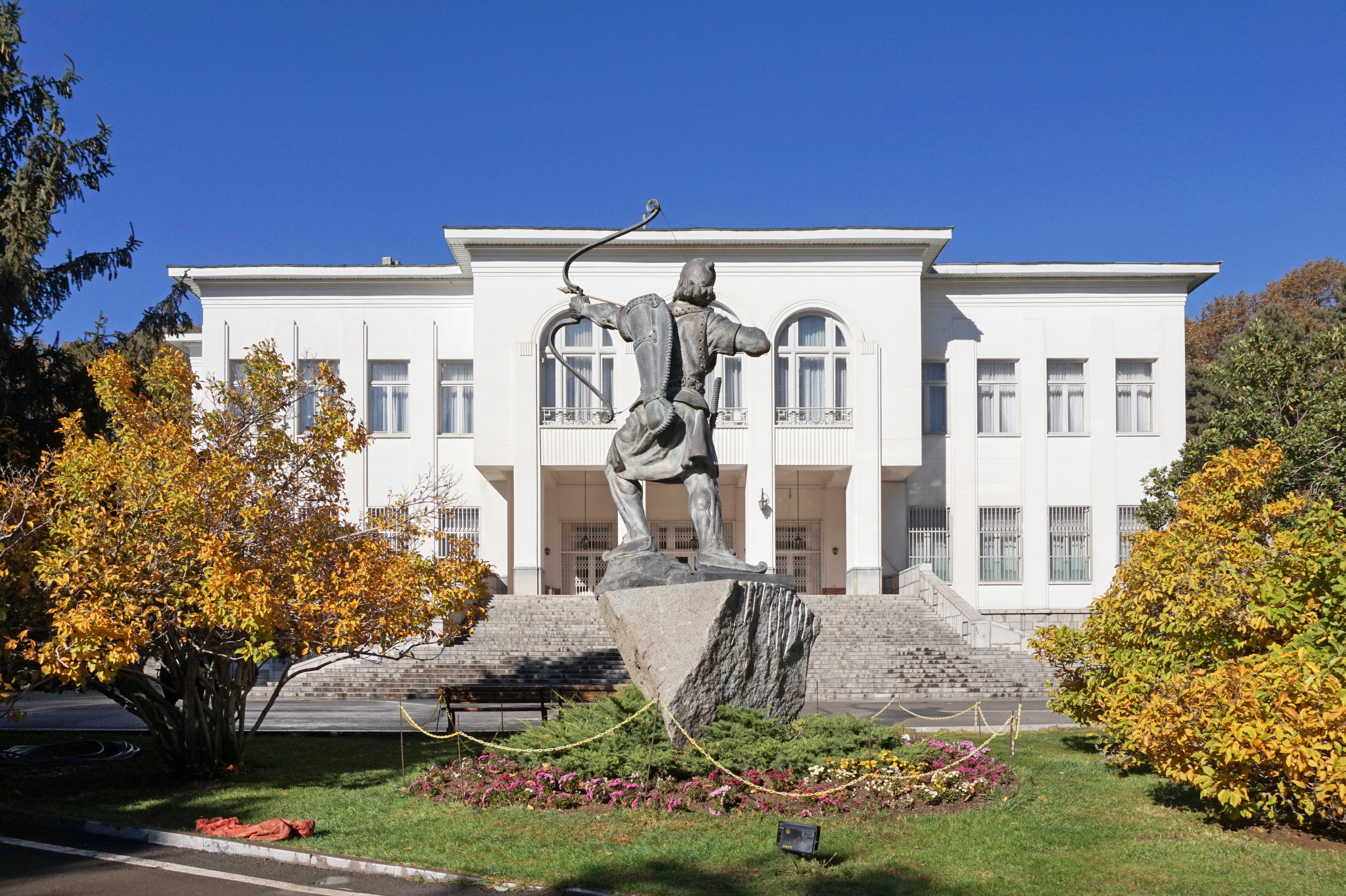
萨阿德·奥包德宫殿群
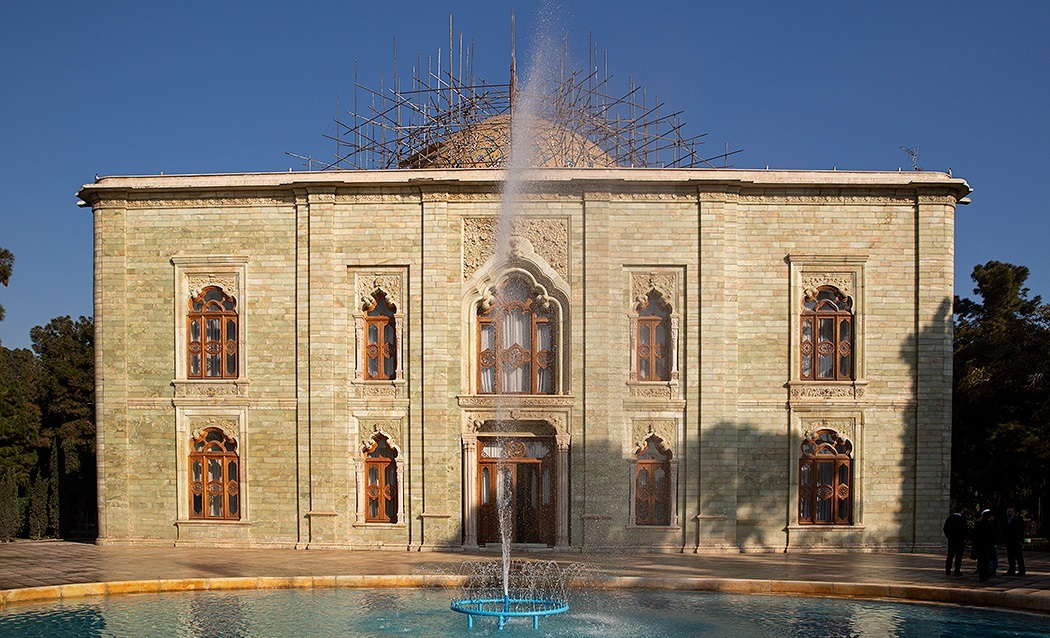
大理石宫（英语：Marble Palace (Tehran)），为首相官邸
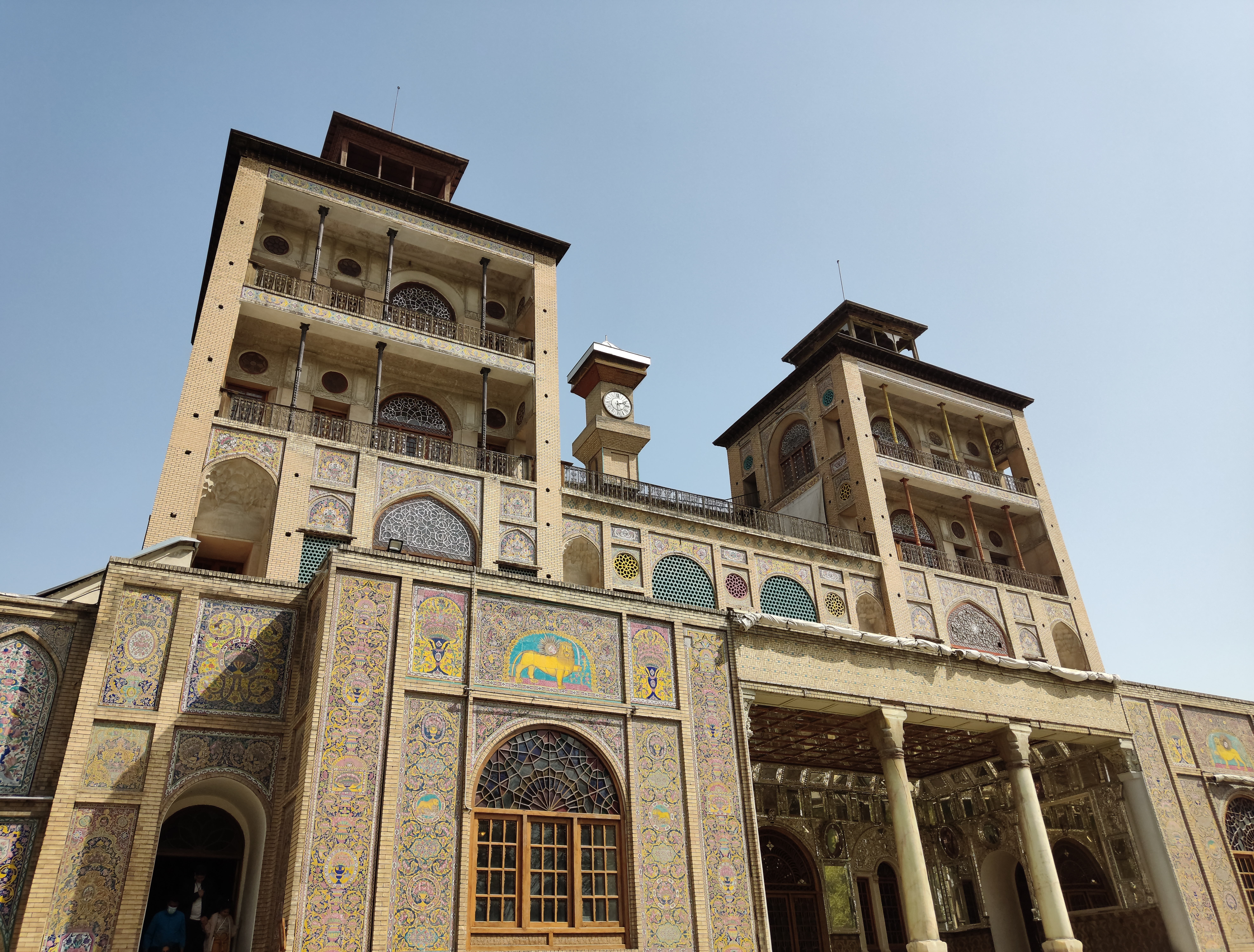
古列斯坦宫，王室仪式典礼场所
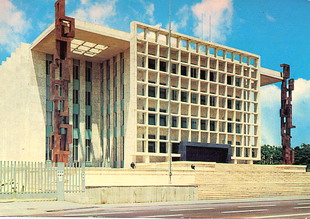
伊朗参议院
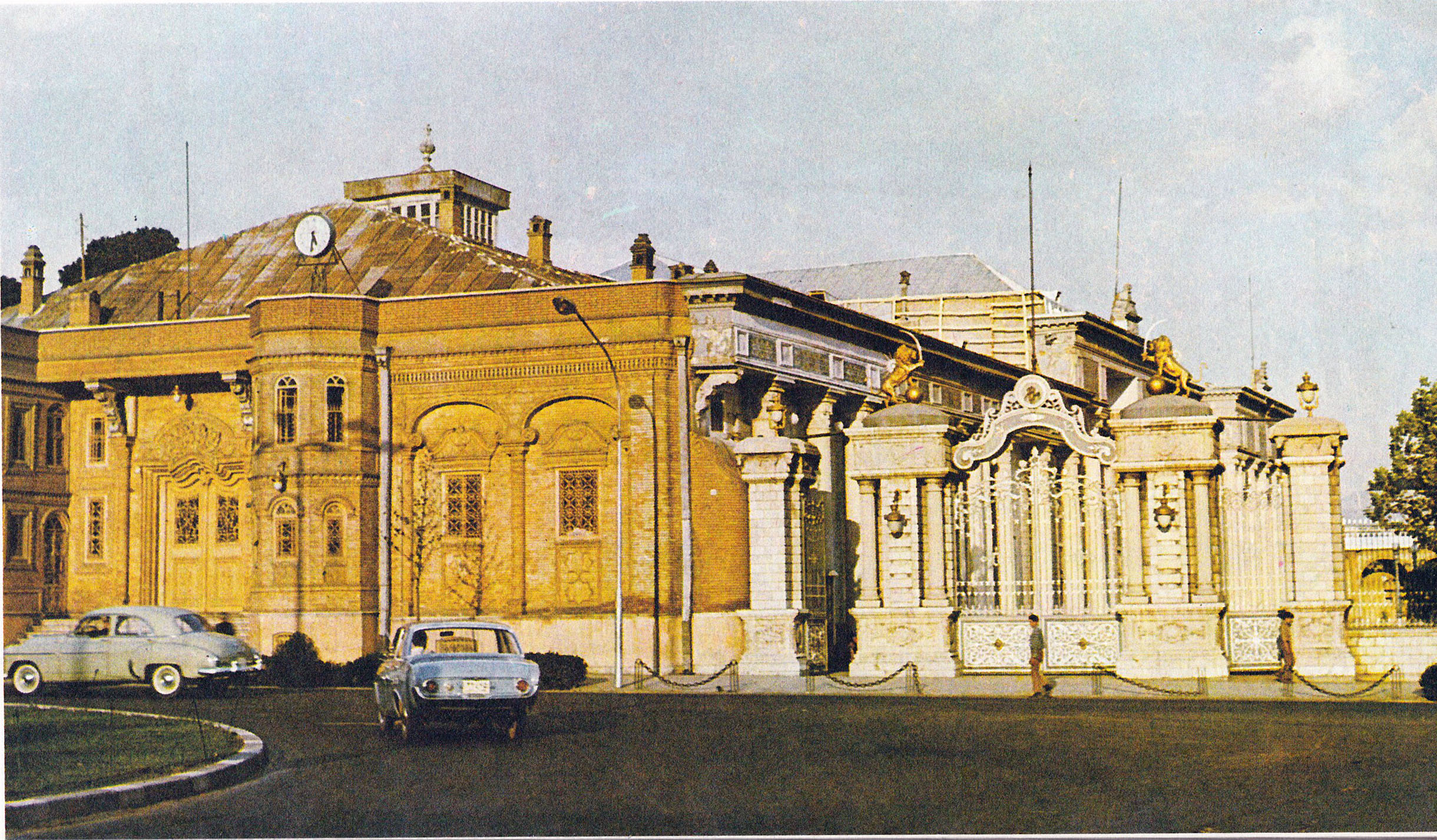
全国协商会议

### 人权状况

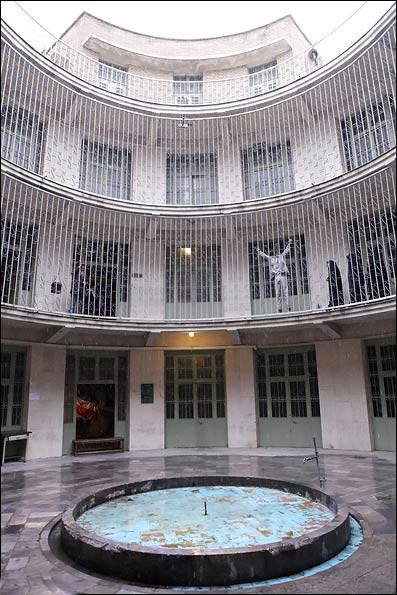
设在德黑兰的“打击破坏行为联合委员会”，曾用于关押政治犯。如今被伊斯兰共和国政府辟为托希德监狱，纪录巴列维王朝时期的政府罪行

巴列维王朝为了维护王权统治，设立秘密警察萨瓦克镇压异见者，并采用酷刑和死刑。因此，巴列维王朝的统治又被称为“王室独裁”“人治”。不过，巴列维王朝的酷刑状况仍要视乎具体时期。
伊朗革命者控诉沙阿的罪行，认为沙阿政权践踏法律及人权，但亦有学者认为巴列维王朝时代的人权状况仍好于伊斯兰共和国时代。历史学家埃尔万德·亚伯拉罕米安（Ervand Abrahamian）对此评论道：“1971年至1979年期间，被处决的政治犯不到100人，而在1981年至1985年期间，有7,900多人被处决。伊斯兰共和国时期的监狱生活比巴列维时期要糟糕得多。一位在这两个时期都幸存下来的人写道，在典狱长阿萨多拉·拉杰瓦尔迪手下的四个月，比在萨瓦克手下的四年还要痛苦。在巴列维时代的监狱文献中，反复出现的词汇是‘无聊’和‘单调’。在伊斯兰共和国的文献中，则是‘惧怕’‘死亡’‘恐怖’‘惊吓’，以及最常见的‘噩梦’（kabos）。”

### 贪腐状况

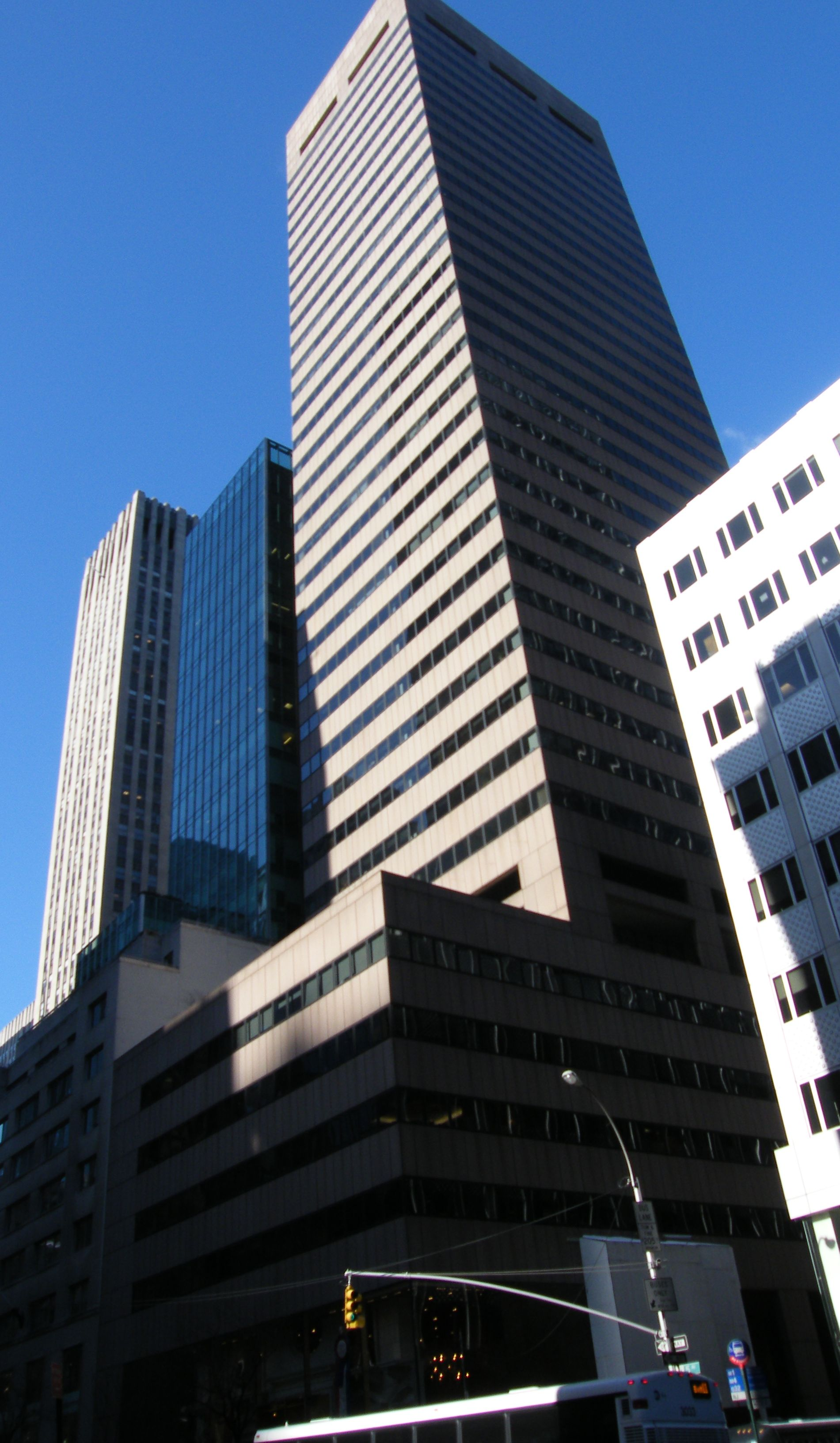
纽约曼哈顿的皮亚盖特大楼（Piaget Building），是为巴列维基金会而设计。王室以基金会笼络资产，体现严重的贪腐问题

贪腐问题是巴列维王朝时期的一大弊病。牛津大学学者克罗宁称礼萨汗统治时期存在“大规模腐败”。1973年，油价上涨，腐败问题亦更为严重，尤其是王室及其社交圈内人士。伊朗王国前教育大臣马努切赫·甘吉曾领导反腐败研究组，在13年内递交了30份有关王室圈子和高级官员贪腐情况的报告。沙阿称这些报告是“捏造出的谣言”。秘密警察萨瓦克的高级官员帕尔维兹·萨贝蒂认为，腐败指控是导致伊朗王国倒台的一大原因。
美国五角大楼方面的报告认为，到1977年，伊朗的腐败的规模已经“达到沸点”，即使是保守估计也表明，1973年至1976年间，有至少涉及10亿美元的贪腐活动。哲学家米歇尔·福柯认为，腐败是维系巴列维政权、专制主义和现代化的“胶水”。伊斯兰共和国政府在革命后发布了一份贪腐报告，涉及资金总额达到20亿美元。
英国驻德黑兰使馆在1932年的调查报告表明，礼萨汗在其统治期间曾大量强制出售及没收房产，令他成为当时的伊朗首富，给后代留下约300万英镑的银行账户和总面积超过300万英亩的房产。穆罕默德-礼萨·巴列维国王在20世纪50年代设立“巴列维基金会”（今阿拉维基金会），目的是“谋求伊朗在美国的慈善利益”，却成为其一大避税场所。巴列维基金会据称“渗透到国家经济的几乎每个角落”，以慈善之名行贪腐之实，成为和礼萨汗遗产、石油收入并列的王室经济来源。根据社会学家胡钱·切哈比和胡安·林斯的研究，巴列维基金会有10.5亿美元资产及8,100万美元资本，只是“伊朗内外官员和王室腐败的冰山一角”。
伊朗王国的贪腐者主要是王室成员，美国中央情报局的报告曾将伊朗王室形容为“荒淫和堕落，腐败和权力寻租的中心”。1965年至1977年在任的首相胡韋達只能纵容巴列维家族无处不在的腐败。1960年，有传闻称国王的双胞胎妹妹阿什拉芙公主在瑞士日内瓦被抓，当时她携带了价值200万美元的海洛因；她据称是“1979年以前伊朗的主要毒贩”。1976年，中情局报告指阿什拉芙公主是“金融贪污的传奇”，其子沙赫拉姆控制约20家公司，掩护阿什拉芙的“准合法商业活动”。国王同父异母的弟弟哈米德-礼萨亲王，有大量淫乱、吸毒和贩毒的丑闻，而遭到王室排斥。英国学者肖克罗斯称，巴列维王室亦曾联络数百名克勞蒂夫人旗下的应召女郎前往德黑兰为其服务。
官员及王室贪腐问题令伊朗社会严重不满，一些学者认为这最终导致伊斯兰革命。2002年的著作《危机管理手册》中，将巴列维王朝时期的伊朗作为政府因贪污而丧失合法性，面临公共服务危机的例子。美国康涅狄格大学历史学教授法赫雷丁·阿齐米认为，“巴列维家族肆无忌惮地贪腐，国王却宣称要打击腐败，他的信誉和地位严重受损”。国王在1978年发誓要破除腐败、摆脱专制；而革命领袖霍梅尼则一再强调，只有革命能消灭腐败。

## 经济

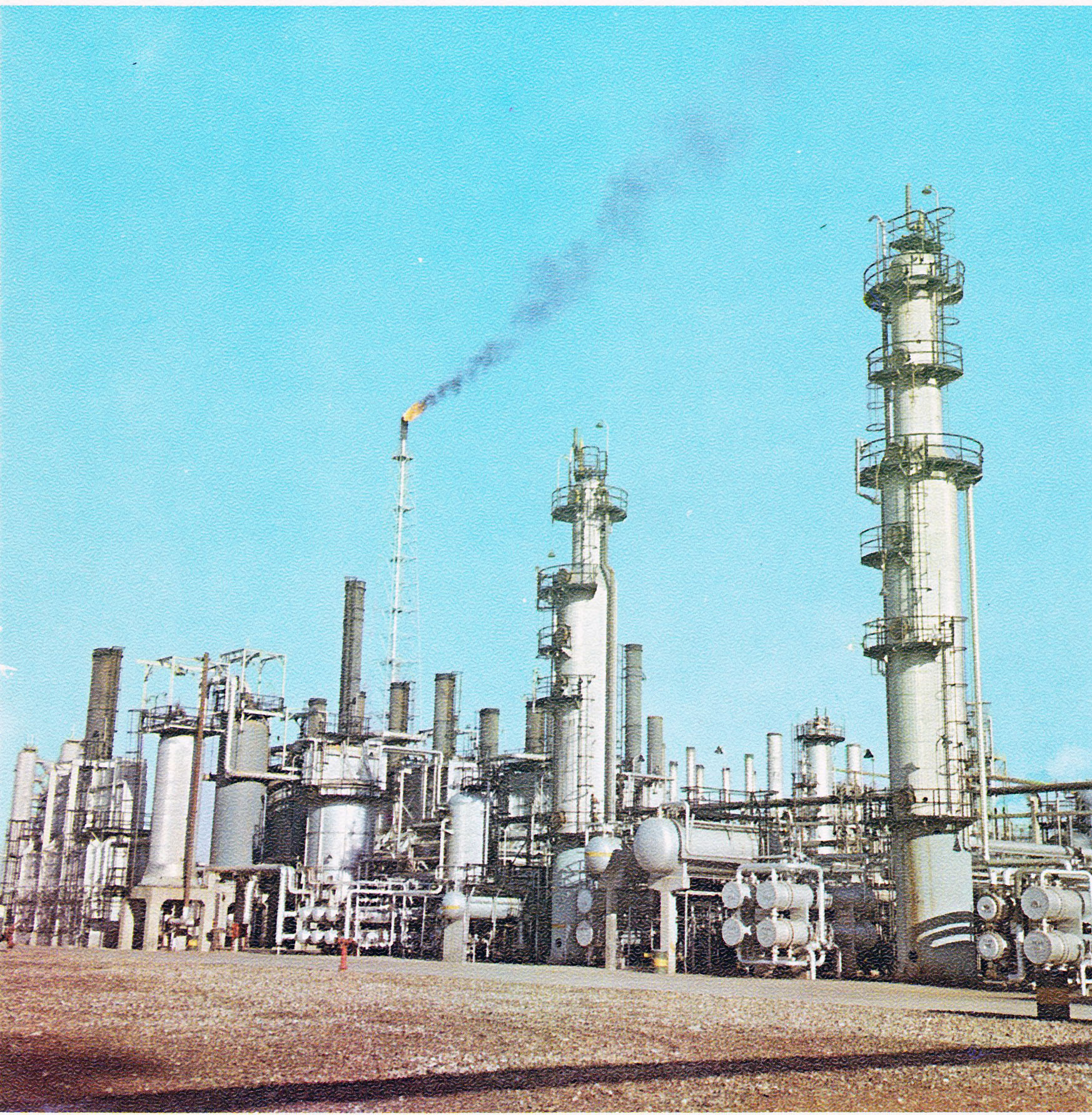
阿巴丹炼油厂，摄于1970年。伊朗经济在20世纪70年代越发依赖石油产业

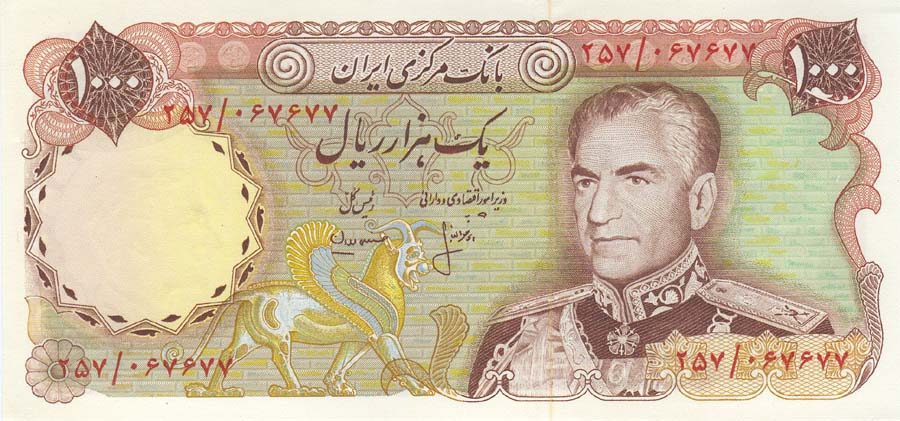
伊朗1000里亚尔纸币

作为传统农业国，伊朗到20世纪70年代已经实现相当规模的工业化。
礼萨汗统治时期，伊朗整体基础设施得到改善。同时，礼萨汗推动现代工业。伊朗经历社会变革，经济获得发展，政治上相对稳定。礼萨汗建设工厂，以摆脱国家对进口商品的依赖。1925年时，伊朗只有不到20家现代工业工厂，而到1941年已经建成800多家新工厂。政府提高关税，资助现代工业、实行政府垄断，以鼓励工业化。法律制度、税收结构和贸易政策亦发生变化，涌现一批新兴企业家。王室是新兴工业的最大投资者；而通过强制没收地产，礼萨汗本人成为首富。此外，采矿业、建筑业、制造业和基础设施的投资大量增长。1925年，伊朗只有250公里的铁路和2,400公里的砂石路；到1938年分别增加到1,700公里和12,000公里。不过，工业增长并不平衡。各部门和各行业之间缺乏整合，新兴工业只满足了一部分国内需求。伊朗90%的劳动力仍以农业为生，他们没有从经济改革中受益。实现扩张的领域并不属劳动密集型，里海的渔业、铁路、海港、石油工业、现代工厂和煤田总共只吸收了约17万名工人，这不到劳动力的4%。1936年，政府实施外汇管制，以管控日益扩大的国际贸易。其中，传统的农业和工业出口产品被石油出口所取代。到1940年，纳粹德国成为伊朗的主要贸易伙伴，占其对外贸易的42%；美国位居第二，占23%。苏联也是这一时期的主要贸易伙伴。在二战前夕，伊朗仍然是原材料和传统商品的出口国，以及消费品和资本货物的进口国。
穆罕默德·礼萨·巴列维在1941年即位；伊朗经济遭遇英苏联合入侵影响。1951年，首相穆罕默德·摩萨台将伊朗的石油工业国有化，利益受损的英国则决定对伊朗实行石油禁运，并最终与美国一起策动政变推翻了摩萨台政府。这之后的1954年至1960年期间，伊朗石油收入持续增加，外国投资亦不断增多，伊朗经济快速增长，但主要是国营经济。随后，由于通货膨胀加剧，货币贬值，伊朗出现外贸逆差。为解决这些问题，政府实施经济改革，到1961年，名义经济增长率和人均收入有所下降。为此，伊朗继续推动促进工业化的经济改革措施。私营经济获得发展，私有银行和公共银行规模扩大，亦有两家专业银行成立。这为中型和大型私营制造企业提供了可靠的信贷市场。政府计划不仅限于廉价信贷，还包括广泛的激励措施，以鼓励投资。对公路、高速公路、水坝、桥梁和海港的投资也有所增加。在政府的支持下，部分农业部门也吸引了大量投资，许多大规模的肉类、乳制品和水果企业建立起来；小农没有从新的投资机会中受益。
1968年至1978年，伊朗推行了两轮经济发展规划，继续扩大进口及鼓励外国投资。德黑兰的中产阶级逐渐兴起壮大。1973年之后，出现石油危机，原油价格飙升，工业化和消费规模迅速扩大。1973年至1977年期间，各家专业银行向制造业提供了2,000多亿里亚尔的信贷；这一时期的投资额平均每年增长56%。大量的进口货物和原材料输入伊朗，海港仓储不堪重负。而军队势力亦有受益，军工产业以及军事训练活动占了预算的一大部分。从1964财年到1978财年，伊朗的国民生产总值按不变价格计算，年增长率为13.2%。在此期间，石油、天然气和建筑业的规模扩大了近500%，增值制造业份额增加4%。更多城市女性成为劳动力，接受高等教育的妇女人数从1967财年的5,000人增加到1978财年的74,000人以上。
然而，伊朗经济在20世纪70年代越发依赖石油产业，到1977年，石油收入已达到每年200亿美元，占政府总收入的79%。在此期间，伊朗的其他经济部门并没有出现如此快速的增长。农业、传统和半传统工业以及服务部门发展失速，无法同国家支持的重点“现代”制造业相比，但后者仅占工业就业的6%。农村地区和传统产业的就业岗位有所减少，而城市地区的就业率出现上升。中产阶级中出现了称为“专家”（motekhassesin）的专业知识分子，他们都通过现代教育得到专业、文化或行政专业的知识。然而，由于伊朗经济增长和地区发展的模式不甚健康，且巴列维政权在公民机构、人权和产权保护等方面存在弊病，大多数伊朗人不能充分兑现其社会和经济潜力。经济和社会层面的两极分化加重，企业之间少有大的竞争。而王室仅投资其所看重的经济部门，大多数伊朗人被排除在政治和经济决策系统之外。
到1978年，由于政治局势不稳定，出现了300亿至400亿美元（1980年汇率）的资本外逃。最终，伊朗伊斯兰革命推翻了巴列维政权。